# Watervallen van de Iguaçu

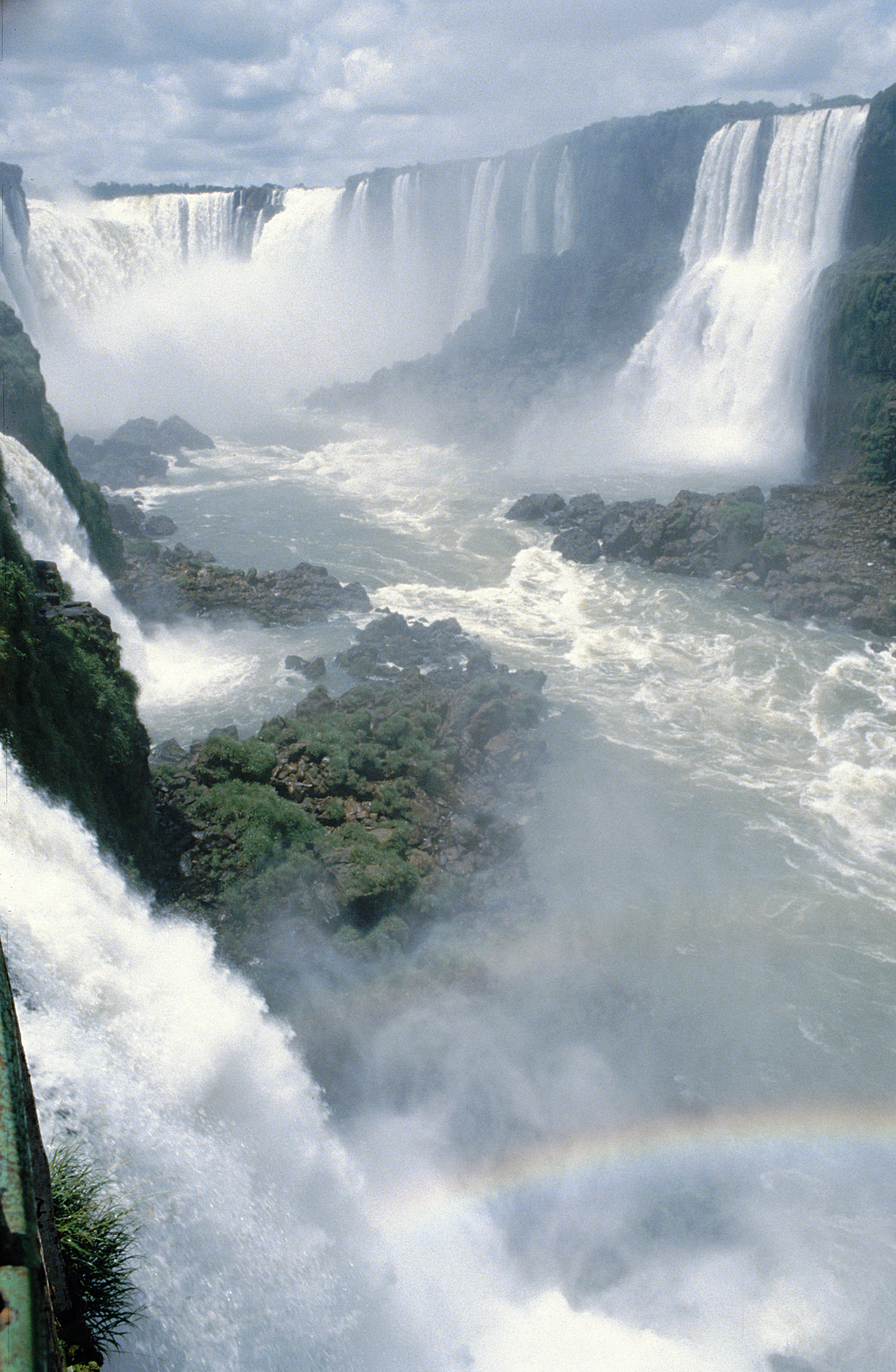

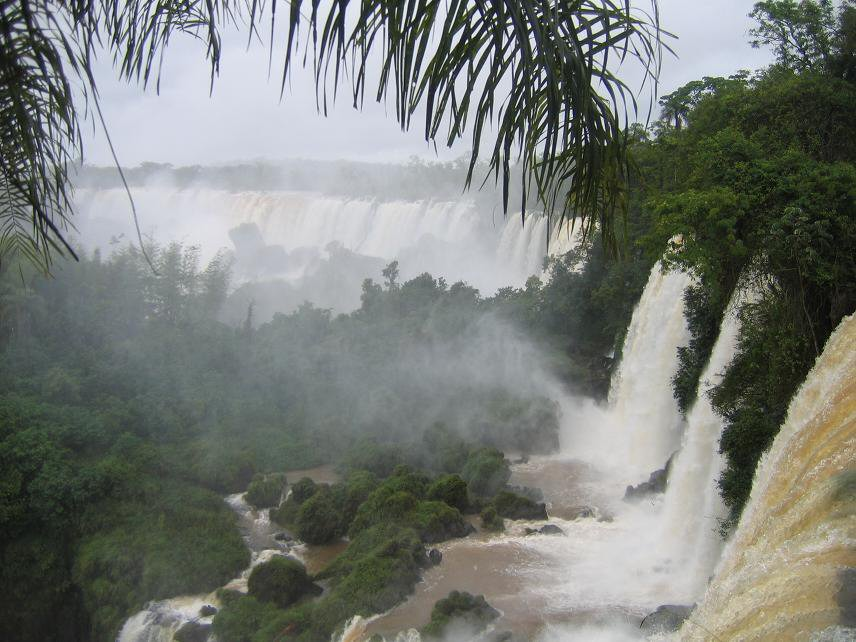
Gedeeltelijk uitzicht vanaf de Argentijnse kant

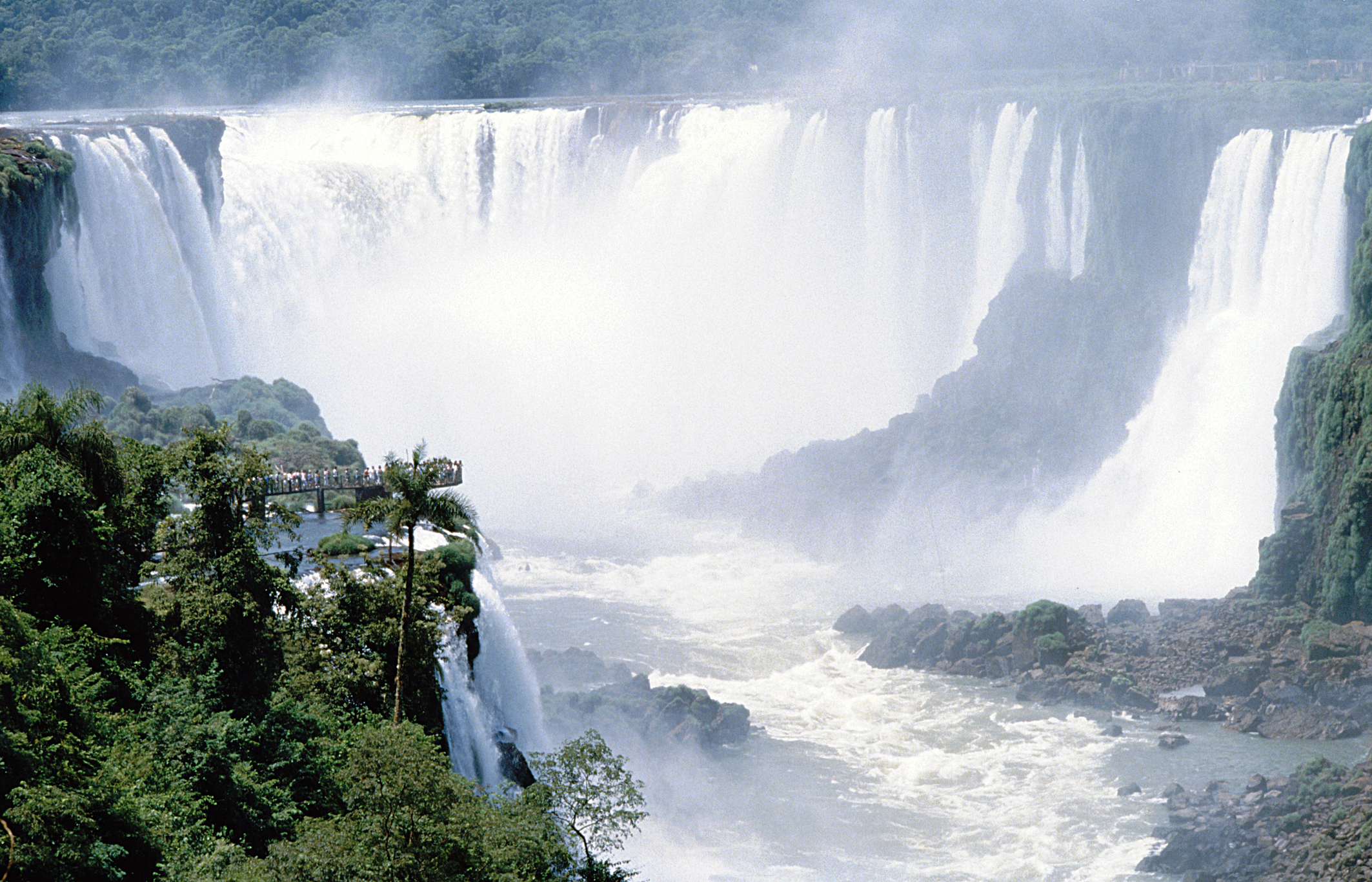
Links Brazilië, rechts Argentinië met in het midden de Garganta del Diablo

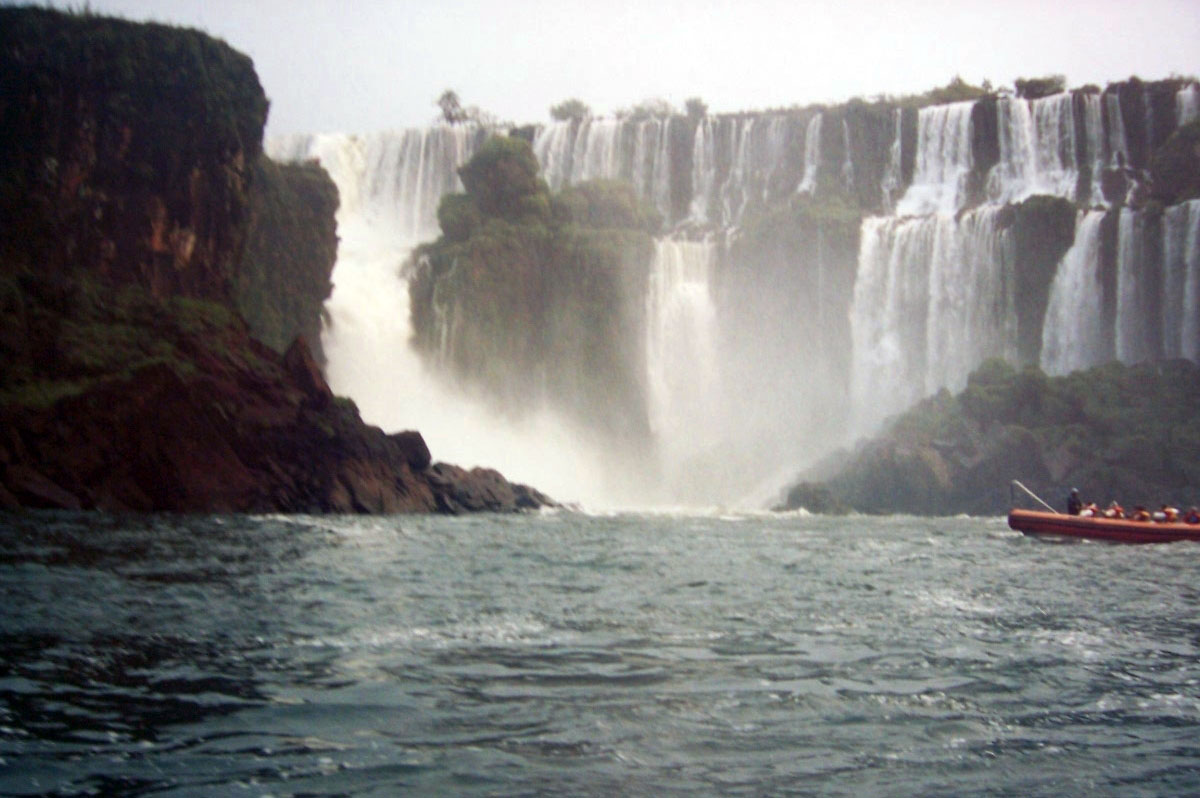

De Watervallen van de Iguaçu (Portugees: Cataratas do Iguaçu, Spaans: Cataratas del Iguazú) vormen het grootste complex van watervallen in Zuid-Amerika. Ze liggen op de grens tussen de Argentijnse provincie Misiones 80% en de Braziliaanse staat Paraná 20%.
Hetgeen de cataratas wordt genoemd is een geheel van tussen de 270 en 300 watervallen, afhankelijk van de hoeveelheid water die door de rivier Iguaçu stroomt. In totaal zijn de watervallen 2,7 kilometer breed en vallen tot 82 meter naar beneden. Het bekendste deel van de watervallen is de "Garganta del Diablo" (keel van de duivel), een grote halfronde waterval van 150 meter breed waarin het water 70 meter in de diepte stort. Recht over dit punt gaat bovendien de grens tussen Argentinië en Brazilië, waardoor het grootste deel van de watervallen in Argentijns gebied ligt. Het water stroomt echter weg van Argentinië, waardoor het meest complete uitzicht van de Braziliaanse kant te zien is.
De watervallen bevinden zich in twee nationale parken, Nationaal park Iguazú in Argentinië en Nationaal park Iguaçu in Brazilië, die in 1984 en 1986 respectievelijk aan de lijst van het UNESCO Werelderfgoed werden toegevoegd.
Vlak bij de watervallen bevinden zich twee steden. De grootste ligt in Brazilië en heet Foz do Iguaçu, de andere stad is Puerto Iguazú in Argentinië. Niet veel verder is ook de Paraguayaanse stad Ciudad del Este, het drielandenpunt tussen Argentinië, Brazilië en Paraguay, en verderop ook nog de Itaipudam.

## De legende
De naam Iguaçu betekent "groot water" in de indianentaal Guaraní ("Y" is water en "Guasu" is groot). Volgens een legende van dit indianenvolk was de maagd Naipi uitverkoren om de god M'Moy (M'Boi) te trouwen, dat wil zeggen geofferd te worden aan de goddelijke waterslang, maar werd zij verliefd op de indiaan Tarobá en hij op haar. De geliefden besloten met een kano over de rivier te vluchten voordat de god met Naipi kon trouwen. Toen de god M'Moy ontdekte wat er was gebeurd, zette hij de achtervolging in in de vorm van een grote slang. Op de plek waar hij ze vond boorde hij zich in de grond, waardoor een grote afgrond ontstond. Naipi veranderde hij in een steen die voor altijd door het water geslingerd zou worden, en haar geliefde in een palmboom aan de oever. Naipi en haar droomman werden hierdoor gedoemd elkaar tot in de eeuwigheid te aanschouwen, zonder elkaar ooit aan te kunnen raken.

## Geologie
Verschillende continenten vormden samen het supercontinent Pangea. Vanaf het Jura breekt Pangea in opeenvolgende fasen uiteen. Afrika, Zuid-Amerika, Indië, Antarctica en Australië gaan elk hun eigen weg. Door deze divergente plaatbeweging volgen er de komende miljoenen jaren verschillende ontwikkelingen.
Eerst en vooral komt op het breukvlak van deze splitsing magma aan de oppervlakte. Er ontstaan enorme pakketten vloedbasalt. Ter hoogte van de huidige Iguaçu-watervallen bereikt het basaltpakket, bestaande uit verschillende lagen, een dikte van bijna 1 km. Geleidelijk aan koelt het basalt waardoor er krimpscheuren ontstaan. De divergente beweging en de stuwende kracht van de magma zorgen voor het opheffen van de flanken van de rift, in dit geval de Serra Do Mar. Hierdoor krijgen ze een zwakke helling weg van de riftvallei en worden de scheuren groter.
Ondertussen wordt het gebied omwille van de droge en warme omstandigheden bedekt met een laag zand dat zal evolueren tot eolische zandsteen.
Een van de scheuren, ontstaan door de combinatie van koelend basalt en de opwaarts bewegende riftflank, wordt de bedding van de Paraña.
Doordat de helling van de Serra Do Mar voornamelijk afhelt naar het westen monden de meeste rivieren uit in de Paraña waardoor deze een enorm debiet krijgt.
De oorspronkelijke Iguaçu-watervallen lagen zo'n 23 km meer stroomafwaarts, door de gemiddelde jaarlijkse erosie van 3 mm in het basalt bevinden ze zich op de huidige plaats.

## Iguaçu in de vergelijking
Met veel trots vertellen Brazilianen over het bezoek dat Eleanor Roosevelt, de vrouw van de Amerikaanse president Franklin D. Roosevelt, bracht aan de watervallen. Na het zien van zoveel schoonheid sprak de first lady: "Poor Niagara!". De watervallen van Iguaçu zijn inderdaad groter dan die van Niagara. Een betere vergelijking kan gemaakt worden met de Victoriawatervallen in Afrika. Iguaçu is met 2,7 kilometer breder dan de ongeveer 1,6 kilometer van de Victoriawatervallen, ook zonder de in totaal 900 meter aan verschillende kleine eilandjes tussen de watervallen. De Victoriawatervallen kennen bij hoogwater echter geen tusseneilandjes, waardoor het de grootste aaneengesloten waterval ter wereld vormt.
Ook in volume winnen de Victoriawatervallen. Op haar hoogtepunt stort zich in Afrika 9,1 miljoen liter per seconde de diepte in, terwijl dat bij Iguaçu slechts 6,5 miljoen liter is. In extreme omstandigheden haalden beide echter gelijkwaardige resultaten met meer dan 12 miljoen liter per seconde. Niagara wint echter van beide watervallen als het gaat om jaartotalen: waar zowel de Iguaçuwatervallen als de Victoriawatervallen erg fluctueren naar de tijd van het jaar, is de waterdoorvoer bij de Niagarawatervallen redelijk constant.
De watervallen van Iguaçu winnen het echter op toegankelijkheid van de Victoriawatervallen. Dankzij de vorm van de watervallen zijn bovendien prachtige uitzichten mogelijk. In de Gargante do Diabo stort het water zich aan drie kanten naar beneden, waardoor er vlakbij 260 graden aan waterval te zien is. Doordat Iguaçu bovendien uit zo veel kleinere watervallen bestaat, kan men het natuurfenomeen in stukjes bekijken. De Victoriawatervallen geven die mogelijkheid niet omdat het water normaal gesproken in één stuk naar beneden komt, en een totaaloverzicht onmogelijk gemaakt wordt door de diepe kloof waar het water in valt.

## Droogte 2006
In de winter van 2006 (juli) werden grote delen van Zuid-Amerika getroffen door een sterke droogte, waardoor ook de rivieren een stuk minder water te verwerken kregen. Waar in oktober 2004 juist een overvloed aan water was dat zelfs de machtige Itaipúwaterkrachtcentrale niet aankon, stonden de watervallen nu opeens voor het grootste deel droog. De totale doorvoer van water was plotseling nog maar een vijfde van wat normaal gesproken naar beneden stort.

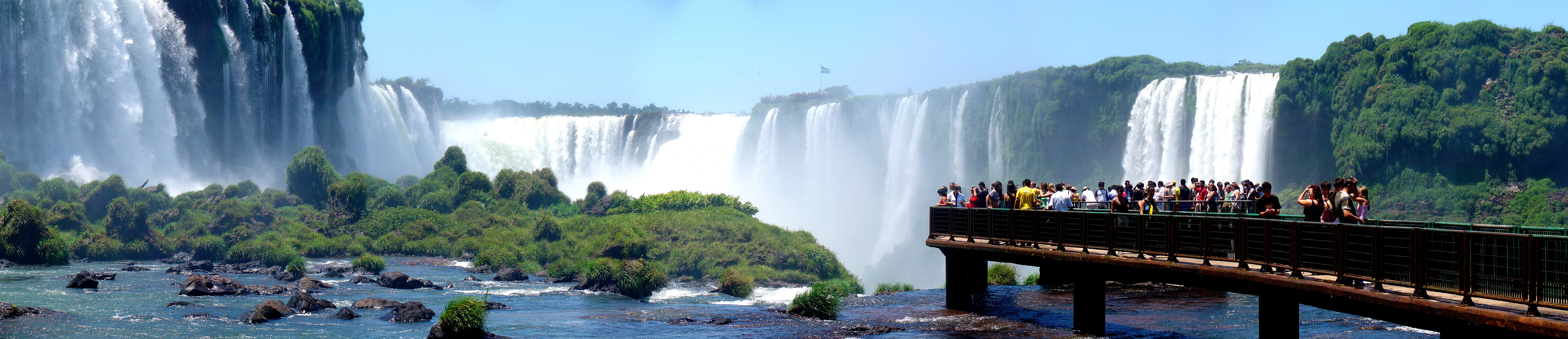
Watervallen van de Iguaçu